# Théorie du fer à cheval

Les tenants de la théorie du fer à cheval affirment que l'extrême gauche et l'extrême droite sont plus proches l'une de l'autre que du centre.

En théorie politique, la théorie du fer à cheval consiste en l'affirmation que l'extrême gauche et l'extrême droite, au lieu d'être en opposition et de constituer les deux extrémités d'un spectre politique linéaire et continu, se ressemblent, en formant les deux extrémités d'un fer à cheval. Cette théorie est attribuée à l'écrivain français Jean-Pierre Faye. Les tenants de cette théorie notent un certain nombre de similarités entre l'extrême gauche et l'extrême droite, notamment leur supposée propension à graviter autour de l'autoritarisme ou du totalitarisme. La théorie du fer à cheval s'oppose au traditionnel axe droite-gauche, comme à de nombreux systèmes multidimensionnels de classement politique.

## Origine
L'idée que l'extrême gauche et l'extrême droite sont proches l'une de l'autre apparaît durant la république de Weimar, lorsque certains communistes sont soupçonnés d'être proches de l'idéologie nazie. Néanmoins, l'utilisation du terme « théorie du fer à cheval » pour décrire ce phénomène est démocratisée par Jean-Pierre Faye, qui l'utilise dès 1972 dans son ouvrage Théorie du récit : introduction aux langages totalitaires, puis en 2002 dans son livre Le Siècle des idéologies. D'autres[Qui ?] attribuent cette théorie à Seymour Martin Lipset, Daniel Bell ou « l'école pluraliste ».

## Critiques
D'après le sociologue et journaliste Pierre Rimbert du Monde diplomatique, l'assimilation de l'extrême gauche à l'extrême droite constitue l'« élément central du cordon sanitaire qui vise à rendre infréquentable toute proposition politique en rupture avec l’ordre économique ».